# М (филм)
„М“ (на немски: M - Eine Stadt sucht einen Mörder) е германски филм, криминален трилър, от 1931 година.
Това е първият озвучен филм на австрийския режисьор Фриц Ланг. Сценарият се основава на действителен случай и е написан от самия Ланг и съпругата му Теа фон Харбоу.
Той описва преследването на сериен убиец на деца от полицията и престъпен картел, работещ в същия град. Главните роли се изпълняват от Питър Лори, Ото Вернике и Густаф Грюндгенс. „М“ се превръща в кинокласика, а Фриц Ланг го определя като своя най-добър филм.